# 第三の男 (童子-Tのアルバム)
『第三の男』（だいさんのおとこ）は、日本のヒップホップソロMCである童子-Tのメジャー1枚目のオリジナルアルバム。発売元は、ユニバーサルミュージック。

## 収録曲
1. 第三の男
2. 世界はおまえの手に
  - 作曲：813
3. 流儀2003（feat.Mummy-D,ZEEBRA）
  - 作曲：D.O.I.
4. PRIDE & JOY（feat.JiN）
  - 作曲：813
5. 少年A
6. Atomic Bomb Party（feat.K DUB SHINE,DJ OASIS）
7. 0時すぎのシンデレラ
8. WARZONE Part2(feat.LITTLE)
9. 充THE童子
10. いつかギラギラする日（feat.UZI,CUEZERO,YAMAKOU）
11. 真夜中のヘッドラインニュース
12. NIPPONIA NIPPON（REMIX）（feat.YAMAKOU,INNOSENCE）
13. 積み木くずし
14. Wild Style
15. In-mail（feat.JUJU）
  - 作曲：813
16. 終了~続く~ 
  - 作曲：D.O.I.